# إبراهيم فطاني
الشيخ إبراهيم فطاني (1902- 1993)، شاعر وفقيه سعودي.

## اسمه
إبراهيم بن داود بن عبد القادر فطاني الشافعي المكي. 

## نشأته
ولد في مكة المكرمة عام 1321هـ، ودرس فيها، واشتغل بالدراسة والتدريس بالحرم المكي، وحصل على شهادة بالتدريس في الحرم، وقد تقلب في عدة وظائف تعليمية وقضائية، نشأ في كنف والده فحفظ القرآن الكريم ثم أدخله والده كتاب السيد حسين المالكي ثم التحق بالمدرسة الهاشمية وتخرج منها، إضافة إلى أخذه عن علماء المسجد الحرام.

## شيوخه
عمه الشيخ محمد عبد القادر فطاني والشيخ محمد علي بن حسين المالكي والشيخ محمد يحيى أمان والشيخ سعيد يماني والسيد عباس بن عبد العزيز المالكي والشيخ محمد حبيب الله الحبنكي الشنقيطي المصري المالكي والشيخ عمر باجنيد والشيخ عمر المحرسي والشيخ حسن يماني والسيد محمد أمين كتبي والشيخ محمد عائش الفرضي والشيخ عيسى رواس وغيرهم.

## دروسه
شارك العلماء بالتدريس في المسجد الحرام بحصوة باب السلام وبداره العامرة كعادة علماء البلد الحرام.

## وظائفه
1. مدرساً بالمسجد الحرام.
2. مدرساً بدار الشيخ محمد علي بن حسين المالكي.
3. مدرساً بدار العلوم الدينية.
4. مدرساً بالمعهد العلمي السعودي.
5. مدرساً بمدرسة تحضير البعثات.
6. قاضياً بالمحكمة المستعجلة.
7. قاضياً بالمحكمة الكبرى.

## مؤلفاته
1. شرح على رياض الصالحين.
2. منظومة في اصطلاحات المنهاج.
3. الهمزية في مدح خير البرية ﷺ. نظماً.
4. نهج البردة.
5. الفتوحات الرمضانية والنفحات الربانية.

له قرابة 50 قصيدةً (ابتهالات) وذيعت في الإذاعة السعودية . إضافة أن له كتب مخطوطة لم تطبع، كما كان للشيخ حديث أسبوعي في الإذاعة السعودية بعنوان ( جوامع الكلم ) صباح كل أربعاء. وقد أهدى مكتبته الضخمة المتنوعة لجامعة أم القرى عام 1399 هـ.

## وفاته
توفي يوم الثلاثاء 11 شعبان 1413 هـ ودفن بالمعلاة عن 93 عاماً وله ذرية.

## معلومات ومصادر
- بكري شيخ أمين، الحركة الأدبية في المملكة العربية السعودية - دار العلم للملايين - بيروت 1986.
- عاتق بن غيث البلادي، هديل الحمام في تاريخ البلد الحرام (جـ1) - دار مكة - 1996.
- عبد السلام الساسي، الموسوعة الأدبية - دار قريش - مكة المكرمة 1968.
- عمر الطيب الساسي الموجز في تاريخ الأدب العربي السعودي - تهامة للنشر - جدة 1986.
- http://www.makkawi.com/Articles/Show.aspx?ID=290

## انظر ايضاً
- عبدالرحمن بكر صباغ